# Gaëtan Bussmann
Gaëtan Bussmann (Épinal, 2 febbraio 1991) è un calciatore francese, difensore dell'Épinal.

## Palmarès

### Nazionale
- Campionato d'Europa Under-19: 1

2010